# Deleni, Bolgrad
Deleni (în ucraineană Делень, transliterat: Delen, în bulgară Девлетагач, transliterat: Devletagaci) este un sat în comuna Arciz din raionul Bolgrad, regiunea Odesa, Ucraina.

## Demografie
Componența lingvistică a localității Deleni
     Bulgară (92,17%)
     Ucraineană (3,68%)
     Rusă (3,03%)
     Alte limbi (0,61%)
Conform recensământului din 2001, majoritatea populației localității Deleni era vorbitoare de bulgară (92,17%), existând în minoritate și vorbitori de ucraineană (3,68%) și rusă (3,03%).